# 15574 Стефаніхасс
15574 Стефаніхасс (15574 Stephaniehass) — астероїд головного поясу, відкритий 5 квітня 2000 року.
Тіссеранів параметр щодо Юпітера — 3,584.